# Trollskott
Trollskott (Småland vilápaskott, vilarpaskott, villaptaskott, Blekinge vildapelskott, Östergötland  Finnskott även lappskott eller horreskott, i förekommer i Norge Trulleskud eller Elleskud) var i folktron en metod, varmed de trollkunniga kunde sätta sjukdom på andra människor. Benämningen syftar även på de metoder som brukades för att bota någon som dragit på sig sådan sjukdom.
Ett trollskott kunde vara personligt riktat mot den person som drabbats, men kunde även vara utskickat på måfå, enligt folktron föreställde man sig att trollkunniga skickade ut trollskott på måfå. I Småland och Skåne fanns en vitt utbredd uppfattning om att "lappar" eller samer på måfå skickade iväg trollskott från Norrland som sedan slumpmässigt kunde råka träffa människor ända nere i Sydsverige. "Lapperi" användes även som synonym till trolleri. Begreppet förekommer första gången i skriftliga handlingar 1569 angående en rättegångsprocess mot en signerska som hade läst mot trollskott och lappskott. En process från Värend 1626 omtalas en besvärjelseformel mot trollskott som innehåller raderna "Trollkarlen gick åt skogen att skjuta --- jag skall skjuta folk och jag skall skjuta fä, ehvad som före ä" vilket visar att man då tänkte sig trollskotten skjutna på måfå.
Besvärjelsen skall bland annat ha gått till så, att de ritade ut sin ovän på ett papper eller på en vägg sköt på bilden. I regel träffade de prick, vadan fienden sällan undkom sitt öde.
En variant beskrivs i denna berättelse:
"På Bastuhöjden hos Isak Blom, hade de mistat tio kronor! De trodde, att det var närmaste granne, som tagit dem. Nu var gumman trollkunnig, hon. Hon tog sonhustrun sin till hjälp, då hon skulle skicka "trollskottet" på den, som stulit pengarna. De hade tagit ett ägg, hållit det över en gryta, som de hade hängande över elden. Så band de om det med ett snöre och drog av ägget. Då det gick sönder, blev det en stark smäll. Den, som skulle träffas av skottet, gick ute på åkern och dikade, men inte gjorde det honom något. -Nu hade sonen i gården, han som var gift med trollkvinnans sonhustru, farit ned till Bruket. Han fick trollskottet över sig här strax nerom kyrkan, ty det var han, som stulit pengarna. Han dog också härav. Änkan efter honom gifte om sig med en, som hette Holstensson, och det är av honom själv jag hört detta berättas. Det är nu 56 år sedan det skedde. Jag minnes mycket väl, då de kom med det där liket, men jag visste inte då, huru det hängde ihop med hela ritningen."
Det vanliga var dock att trollskottet antogs skickas iväg med en bössa eller en pilbåge. Riktigt säkra trollkarlar ansågs dock kunna skicka iväg ett trollskott endast genom att lägga två halmstrån i kors i handen, uttala en trollformel och sedan blåsa bort stråna.
Det sades att man hade fått trollskott, även kallat lappskott, finnskott, då man hastigt drabbats av åkomma eller sjukdom till vilken man inte kunde finna någon reell orsak. Det var då fråga om förgöring.
En vanligt föreställning var att virvelvindar förde med sig trollskott. I Dalarna har virvelvindar kallats "trullvind". Man kunde kasta en kniv eller annat järn mot virvelvinden, spotta mot den eller läsa en välsignelse för att undvika dess kraft. Ett trollskott som inte träffade sitt mål antogs kunna studsa tillbaka på den som skjutit det.
Om en person eller ett djur plötsligt insjuknade oförklarligt ansågs det ha kunnat träffas av ett trollskott. Enligt många uppteckningar kunde dock trollskott inte säkert identifieras förrän efter tre dagar. Symtomen kunde vara nästan vilka som helst. Det vanliga var att man sköt bort trollskotten. Vanligt var att ta naglar eller hår eller päls från den drabbade personen eller djuren och sedan skjuta iväg det med bössan riktad mot norr, ofta mellan benen eller över ryggen på den drabbade. Andra uppteckningar i Småland föreskriver en pil förfärdigad av flygrönn, med pilspets av ångerstål skjuten av pilbåge av pilträ. Andra uppteckningar i Småland föreskriver nio armborstskäktor av alträ eller av nio olika slags fruktbärande trän.